# Ain Timguenai
Ain Timguenai (franska: Ain Timguenai (CR), Ain Timguenai (Commune Rurale), arabiska: أيت السبع لجرف) är en kommun i Marocko.   Den ligger i provinsen Sefrou och regionen Fès-Meknès, i den nordöstra delen av landet, 220 km öster om huvudstaden Rabat. Antalet invånare är 2 208.